# Закон Ампера для циркуляції магнітного поля
Закон Ампера для циркуляції магнітного поля — твердження про те, що інтеграл по замкненому контуру від магнітної індукції пропорційний силі електричному струму, що протікає через площу, обмежену контуром. Закон сформулював у 1826 році Андре-Марі Ампер. У модифікованому вигляді він входить до основних рівнянь електродинаміки.
Наслідком закону Ампера є те, що струми, які протікають за межами контуру, не дають внеску в циркуляцію. 

## Формулювання

### Інтегральна форма
У системі одиниць СГС закон Ампера має вигляд: 
{\displaystyle \oint _{L}\mathbf {B} \cdot d\mathbf {l} ={\frac {4\pi }{c}}\iint _{S}\mathbf {j} \cdot d\mathbf {S} }, 
де {\displaystyle \mathbf {B} } — магнітна індукція, {\displaystyle \mathbf {j} } — густина струму, {\displaystyle c} - швидкість світла. 
У ISQ : 
{\displaystyle \oint _{L}\mathbf {B} \cdot d\mathbf {l} =\mu _{0}\iint _{S}\mathbf {j} \cdot d\mathbf {S} },
де {\displaystyle \mu _{0}} — магнітна стала. 
Закон справедливий для постійних струмів і полів. У разі змінних струмів в формулі з'являється член, пов'язаний із струмом зміщення.

### Диференціальна форма
В диференціальній формі закон Ампера набирає вигляду (СГС): 
{\displaystyle \nabla \times \mathbf {B} ={\frac {4\pi }{c}}\mathbf {j} }
або (СІ) 
{\displaystyle \nabla \times \mathbf {B} =\mu _{0}\mathbf {j} }

## Модифікація з врахуванням змінного електричного поля
Змінне електричне поле є додатковим джерелом, що породжує магнітне поле. З його врахуванням закон Ампера змінює форму. Для вакууму він набирає вигляду (СГС): 
{\displaystyle \oint _{L}\mathbf {B} \cdot d\mathbf {l} =\iint _{S}\left({\frac {4\pi }{c}}\mathbf {j} +{\frac {1}{c}}{\frac {\partial \mathbf {E} }{\partial t}}\right)\cdot d\mathbf {S} },
де {\displaystyle \mathbf {E} } — напруженість електричного поля. Величину 
{\displaystyle \mathbf {j} _{D}={\frac {1}{4\pi }}{\frac {\partial \mathbf {D} }{\partial t}},}
де {\displaystyle \mathbf {D} } - вектор електричної індукції, називають струмом зміщення. Для вакууму {\displaystyle \mathbf {D} =\mathbf {E} }.

## У середовищі
Закон Ампера для циркуляції магнітного поля можна використовувати також і для середовища, однак при цьому потрібно враховувати всі струми, які виникають у середовищі. Це не тільки струми вільних зарядів, а струми зарядів, зв'язаних в складі атомів і молекул. Такі струми виникають з двох причин. По-перше, зв'язані електрони в магнітному полі прецесують, створюючи струм намагнічення, по-друге, у випадку змінного електричного поля, електрони зміщуються відносно йонів, з якими вони зв'язані, створюючи струм поляризації. Враховуючи всі ці струми закон Ампера для середовища, записують в такій формі, щоб у ньому залишилися тільки струми вільних заряджених частинок: 
{\displaystyle \oint _{L}\mathbf {H} \cdot d\mathbf {l} =\iint _{S}\left({\frac {4\pi }{c}}\mathbf {j} _{f}+{\frac {1}{c}}{\frac {\partial \mathbf {D} }{\partial t}}\right)\cdot d\mathbf {S} },
де {\displaystyle \mathbf {H} } - напруженість магнітного поля, {\displaystyle \mathbf {j} _{f}} — струм вільних зарядів. При цьому внесок струмів намагнічування входить у визначення {\displaystyle \mathbf {H} }, а внесок струмів поляризації — у визначення {\displaystyle \mathbf {D} }.
У диференційній формі закон Ампера набирає вигляду (СГС): 
{\displaystyle \nabla \times \mathbf {H} ={\frac {1}{c}}{\frac {\partial \mathbf {D} }{\partial t}}+{\frac {4\pi }{c}}\mathbf {j} _{f}}